# Lucio Salvio Otón Coceyano
Lucio Salvio Otón Coceyano (en latín, Lucius Salvius Otho Cocceianus, Ferentium c. 50-† entre 93 y 96) fue un senador romano que vivió en el siglo I, y desarrolló su carrera bajo los imperios Nerón y la dinastía Flavia. Fue cónsul sufecto en el año 82 bajo el reinado de Domiciano.

## Orígenes
Natural de Ferentium (Acquarossa, Italia) en la Regio VII Etruria de Italia, era hijo de Lucio Salvio Otón Ticiano, consul ordinarius en el año 52 y suffectus en el año 69, quien a su vez era hermano del emperador Marco Salvio Otón, por lo que Coceyano era su sobrino.

## Carrera
La primera noticia que tenemos de Coceyano es que en el año 63, bajo Nerón, fue miembro del colegio de los salios palatinos, lo que corresponde con un joven senador que está iniciando o va a iniciar su carrera con algún cargo del vigintivirato.
Con menos de 20 años, experimentó las turbulencias de la guerra civil del año de los cuatro emperadores, en las que su tío, el emperador Otón, fue derrotado por Vitelio y, como consecuencia, se suicidó, aunque el día anterior a darse muerte había enviado a su hermano el padre de Coceyano, a negociar con Vitelio para  que respetase a su familia, ya que él mismo, había respetado a la familia de Vitelio; además, llamó a Coceyano y le hizo saber que había tenido intención de nombrarle su sucesor, pero que no lo había hecho para no exponerlo en caso de derrota, como así había ocurrido.
Vitelio perdonó a Coceyano y también a su padre, por lo  que, una vez que se produjo la victoria de Vespasiano, pudo continuar su carrera con normalidad, aunque nos es desconocida hasta que en 82, bajo Domiciano, fue nombrado consul suffectus para el nundinum de mayo a junio de 82.
Más tarde, Domiciano hizo matar a Coceyano en algún momento entre 93 y 96, utilizando como excusa que había celebrado el aniversario de su tío el emperador Otón.